# Morgan Motor Company

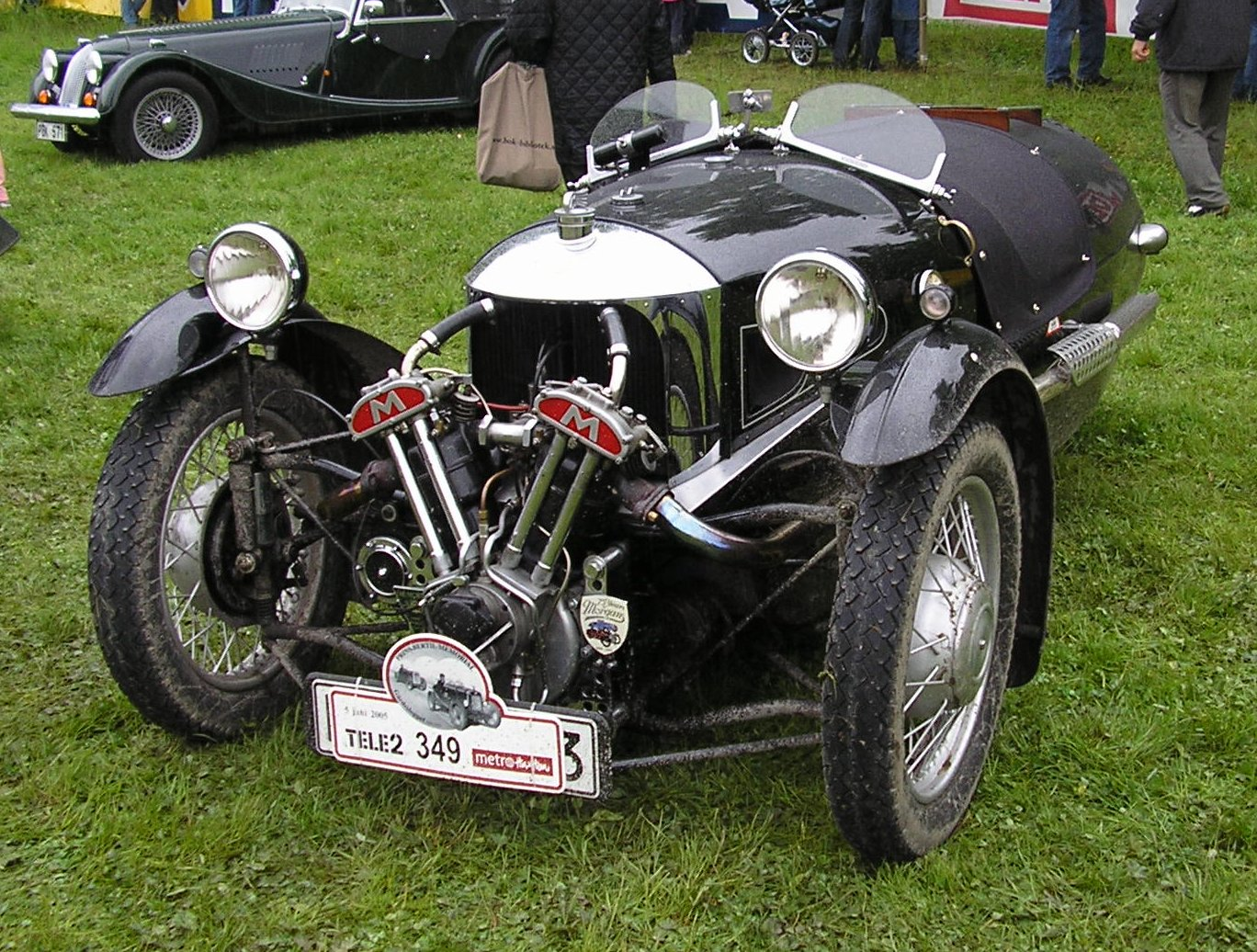
Morgan

Morgan Motor Company je rodinná britská automobilka s přibližně 160 zaměstnanci, kteří vozy vyrábějí zásadně ručně.
Společnost založil v roce 1909 H. F. S. Morgan (* 1881 v Stoke Lacy Rectory, Hereford, † 1959) v Malvern Link, ve West Midlands. Po jeho smrti převzal vedení jeho syn Peter. Peter Morgan zemřel 20. října 2003. Od roku 1999 vede firmu jeho syn Charles.
Nejslavnějším automobilem firmy je Morgan 4/4.

## Specifické znaky vozů
Jednoduché sklopné čelní sklo, tradičně pojatá palubní deska, řemeny z ovčí kůže přidržující kapotu či náhradní kolo umístěné na víku zavazadelníku.